# الکساندر (آیووا)
الکساندر (به انگلیسی: Alexander) شهری در ایالت آیووا کشور ایالات متحده آمریکا است که جمعیت آن در سرشماری سال ۲۰۱۰ میلادی، ۱۷۵ نفر بوده‌است.